# Kurt Hertwig
Kurt Hertwig (* um 1910 in Meißen; † unbekannt) war ein deutscher Radrennfahrer und nationaler Meister im Radsport.

## Sportliche Laufbahn
Im Straßenradsport holte er 1928 den nationalen Titel im Mannschaftszeitfahren. Er startete im Meisterschaftsrennen für den Verein RV Wanderfalk Dresden. 1929 wurde er mit dieser Vereinsmannschaft auch Vize-Meister in dieser Disziplin.
1933 konnte er mit seinen Vereinskameraden vom RC Wanderer Chemnitz Fritz Funke, Gerhard Hanke, Bruno Schulze, Rudi Thoß, und Hans John den Mannschaftstitel erneut gewinnen. 1934 gewann er im Bahnradsport die Silbermedaille bei den Meisterschaften in der Mannschaftsverfolgung hinter der siegreichen Mannschaft des RC Excelsior Dresden.
1929 wurde er im Rennen Rund um die Hainleite der Amateure hinter dem Sieger Karl Stache Fünfer.
1930 wurde er Berufsfahrer im Radsportteam Dürkopp und fuhr bis 1932 als Profi. Er hatte als Radprofi keine nennenswerten Erfolge.